# Cindy Hensley McCain
Cindy Lou Hensley McCain (Phoenix, Arizona, 20 mei 1954) is een Amerikaanse zakenvrouw, filantrope en diplomaat. McCain heeft een directiepositie bij het bedrijf van haar familie, Hensley & Co.
In 1980 trouwde zij met de latere Republikeinse senator John McCain, die in 2008 kandidaat was in de Amerikaanse presidentsverkiezingen. Het huwelijk duurde tot aan diens dood, in augustus 2018.
- International Standard Name Identifier: 0000 0000 4243 1395
- Library of Congress Control Number: n2008064097
- Virtual International Authority File: 31474360
- WorldCat: E39PBJmxV7f44WTK7H4PXfHQv3